# تفجير مخمور 2007
تفجير مخمور في 13 أيار/مايو 2007 كان تفجيرًا انتحاريًا بشاحنة مفخخة استهدف مكتب الحزب الديمقراطي الكردستاني في قضاء مخمور شمال العراق . أسفر الهجوم عن مقتل ما لا يقل عن 50 شخصًا وجُرح أكثر من 70 آخرين ، فيما قالت مصادر رسمية إن عدد القتلى وصل إلى 67 وأكثر من 115 جريحًا .

## الخلفية
في 9 أيار / مايو 2007 ، تعرضت وزارة الداخلية في أربيل عاصمة إقليم كردستان العراق لهجوم بشاحنة مفخخة أسفر عن مقتل 14–15 شخصًا وإصابة أكثر من 80–100 آخرين . وبعد أربعة أيام فقط ، في 13 أيار / مايو ، وقع التفجير في مخمور مستهدفًا مكتب الحزب الديمقراطي الكردستاني حيث كان يُعقد اجتماع لمسؤولين محليين .
قالت مصادر أمنية إن الاجتماع المحلي للحزب كان جاريًا وقت وقوع الهجوم . وأضافت أن الانفجار أسفر أيضًا عن مقتل قائد الشرطة العميد سالم الجبوري وإلحاق أضرار بمكتب القائم مقام .
وكان هذا الهجوم ثاني تفجير انتحاري يستهدف مناطق كردية خلال أربعة أيام . وتقع مخمور جنوب مناطق إقليم كردستان الخاضعة للحكم الذاتي ، لكنها تضم أغلبية سكانية كردية .

## المسؤولية
أعلن تنظيم الدولة الإسلامية في العراق ( المرتبط بتنظيم القاعدة ) مسؤوليته عن هجوم أربيل ( 9 أيار ) وهجوم مخمور ( 13 أيار ) . وذكر في بيان على الإنترنت أن الهجمات جاءت " ردًا على مشاركة قوات البشمركة مع الصفويين في خطة بغداد الأمنية " . كما هدد التنظيم بمواصلة استهداف الأكراد حتى " انسحابهم من بغداد ووقف دعمهم للصليبيين والصفويين " .
كما أعلنت كتائب كردستان ، وهي جماعة مرتبطة بـ أنصار الإسلام  المتحالفة مع القاعدة ، مسؤوليتها عن الهجوم في بيانات نشرت على مواقع إلكترونية مرتبطة بالتنظيم .

## ردود الفعل
أثار الهجومان أربيل ومخمور قلقًا واسعًا بشأن الأمن في شمال العراق ، حيث كانت المنطقة تُعتبر أكثر استقرارًا مقارنة ببقية البلاد بعد 2003 . ورأى مراقبون أن استهداف مؤسسات كردية رئيسية يمثل تحولًا في استراتيجية الجماعات المسلحة المرتبطة بالقاعدة ضد الأكراد .